# Cerith Rees
Pour les articles homonymes, voir Rees.
Pas d'image ? Cliquez ici

a Compétitions nationales et continentales officielles uniquement.

b Matchs officiels uniquement.
Dernière mise à jour le 11 mai 2023.
Cerith Rees, né le 1er mars 1979 à Carmarthen (Pays de Galles), est un joueur de rugby à XV gallois qui évolue au poste de demi d'ouverture.

## Biographie
Cerith Rees naît à Carmarthen en mars 1979.
Il joue notamment pour les clubs de Aberavon, Neath, Swansea et Bridgend.
En 2002, il rejoint ses compatriotes Adam Jackson et Andrew Le Chevalier à Grenoble en Top 16.
Cerith Rees joue ensuite pour Lons-le-Saunier et Albi.

## Palmarès

### En club
- Champion du pays de Galles en 2001 avec le Swansea RFC[6]
- Vainqueur du barrage d'accession en Top 14 en 2006  avec le SC Albi
- Vainqueur de la Yorkshire Cup (en) en 2008 avec les Doncaster Knights

### En équipe nationale
- Pays de Galles A : 1 sélection en 2001 ( Italie A (en))
- Galles -21 en 2000

### Personnel
- Meilleur réalisateur de Fédérale 1 en 2004 avec le CS Lons[7]